# Actinodontium
Actinodontium, rod pravih mahovina u porodici Daltoniaceae, dio reda Hookeriales. Priznato je nekoliko vrsta.

## Vrste
1. Actinodontium ascendens Schwägr.
2. Actinodontium dusenii Broth.
3. Actinodontium integrifolium (Broth.) S.P. Churchill
4. Actinodontium pygmaeum W.R. Buck
5. Actinodontium rhaphidostegum (Müll. Hal.) Bosch & Sande Lac.
6. Actinodontium sprucei (Mitt.) A. Jaeger
7. Actinodontium standleyi E.B. Bartram
8. Actinodontium streptopogoneum Broth.